# اما (ملکشاهی)
اما یکی از روستاهای استان ایلام است که در بخش گچی ، شهرستان ملکشاهی واقع شده‌است.

## جمعیت
این روستا در دهستان گچی قرار دارد و براساس سرشماری مرکز آمار ایران در سال ۱۳۸۵، جمعیت آن ۵۸ نفر (۱۳خانوار) بوده‌است.